# Valorbiquet
Valorbiquet est une commune française située dans le département du Calvados en région Normandie.
Elle est créée le 1er janvier 2016 par la fusion de cinq communes et prend le statut administratif de commune nouvelle. Les communes de La Chapelle-Yvon, Saint-Cyr-du-Ronceray, Saint-Julien-de-Mailloc, Saint-Pierre-de-Mailloc et Tordouet prennent le statut de commune déléguée.
Elle est peuplée de 2 465 habitants.

## Géographie

### Hydrographie
La commune est située dans le bassin Seine-Normandie. Elle est drainée par l'Orbiquet, le ruisseau de la Vallée Verrier, le ruisseau de la Fontaine Vas, le fossé 01 de la commune de Tordouet, le ruisseau de la Fontaine du Noyer, le ruisseau du Val, le ruisseau de la Planquette, le ruisseau des Bellières et divers autres petits cours d'eau,.
L'Orbiquet, d'une longueur de 30 km, prend sa source dans la commune de La Folletière-Abenon et se jette  dans la Touques à Lisieux, après avoir traversé onze communes. 

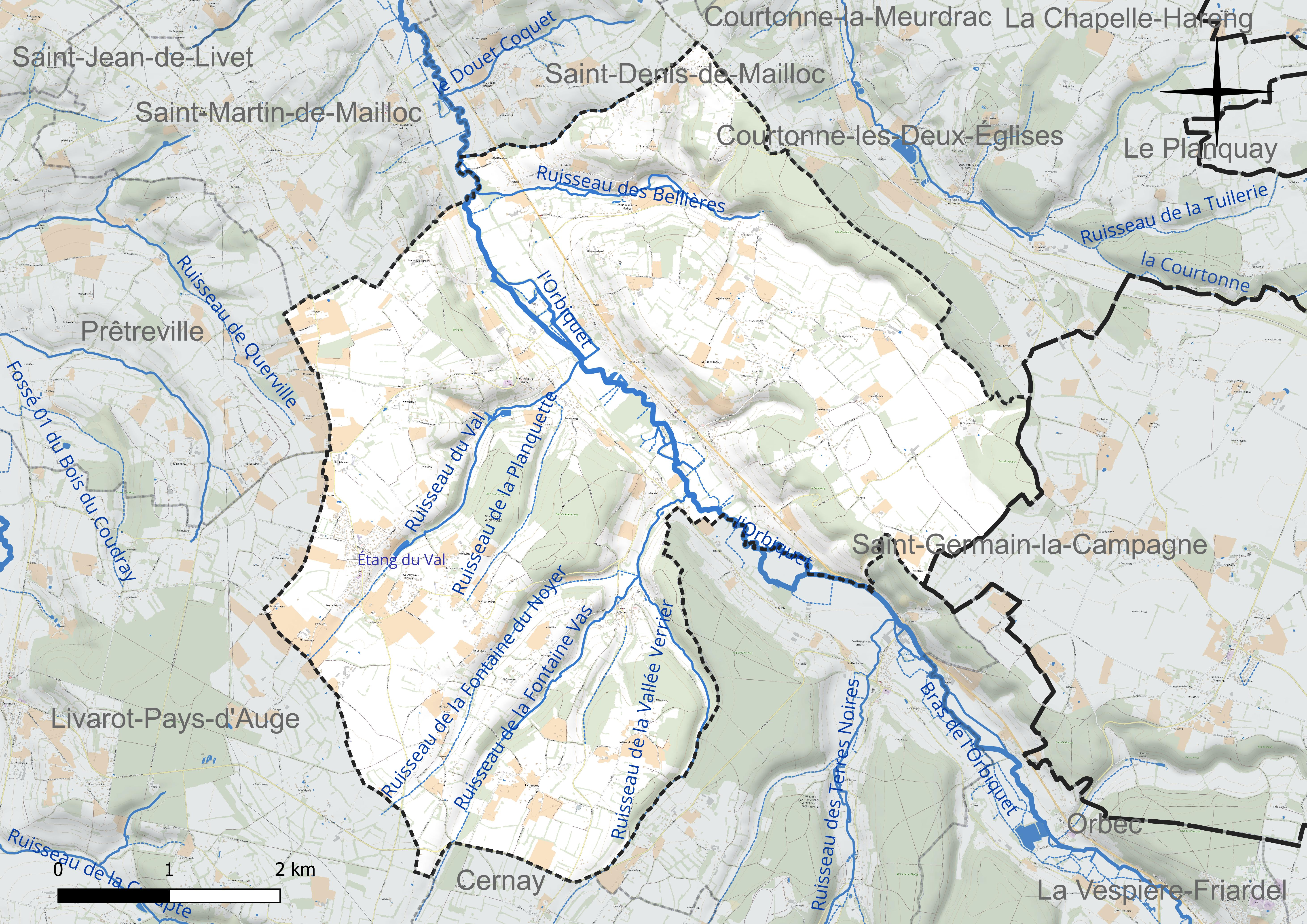
Réseau hydrographique de Valorbiquet.

Deux plans d'eau complètent le réseau hydrographique : l'étang de Saint-Pierre (0,5 ha) et l'étang du Val (0,6 ha),.

### Climat
Pour des articles plus généraux, voir Climat de la Normandie et Climat du Calvados.
En 2010, le climat de la commune est de type climat océanique altéré, selon une étude du CNRS s'appuyant sur une série de données couvrant la période 1971-2000. En 2020, Météo-France publie une typologie des climats de la France métropolitaine dans laquelle la commune est exposée à un climat océanique et est dans une zone de transition entre les régions climatiques « Côtes de la Manche orientale » et « Normandie (Cotentin, Orne) ». Parallèlement le GIEC normand, un groupe régional d'experts sur le climat, différencie quant à lui, dans une étude de 2020, trois grands types de climats pour la région Normandie, nuancés à une échelle plus fine par les facteurs géographiques locaux. La commune est, selon ce zonage, exposée à un « climat contrasté des collines », correspondant au Pays d'Auge, Lieuvin et Roumois, moins directement soumis aux flux océaniques et connaissant toutefois des précipitations assez marquées en raison des reliefs collinaires qui favorisent leur formation.
Pour la période 1971-2000, la température annuelle moyenne est de 10,1 °C, avec  une amplitude thermique annuelle de 13,6 °C. Le cumul annuel moyen de précipitations est de 835 mm, avec 12,4 jours de précipitations en janvier et 8,4 jours en juillet. Pour la période 1991-2020, la température moyenne annuelle observée sur la station météorologique la plus proche, située sur la commune de Lisieux à 12 km à vol d'oiseau, est de 11,7 °C et le cumul annuel moyen de précipitations est de 881,4 mm,. Pour l'avenir, les paramètres climatiques de la commune estimés pour 2050 selon différents scénarios d'émission de gaz à effet de serre sont consultables sur un site dédié publié par Météo-France en novembre 2022.

## Urbanisme

### Typologie
Au 1er janvier 2024, Valorbiquet est catégorisée commune rurale à habitat dispersé, selon la nouvelle grille communale de densité à 7 niveaux définie par l'Insee en 2022.
Elle appartient à l'unité urbaine de Lisieux, une agglomération intra-départementale dont elle est une commune de la banlieue,. Par ailleurs la commune fait partie de l'aire d'attraction de Lisieux, dont elle est une commune de la couronne,. Cette aire, qui regroupe 57 communes, est catégorisée dans les aires de 50 000 à moins de 200 000 habitants,.

## Toponymie
Le néo-toponyme « Val orbiquet » : val est une forme de relief au sens plus restreint que celui de la vallée. L'Orbiquet est un affluent de la Touques.

## Histoire
La commune est créée le 1er janvier 2016 par un arrêté préfectoral du 9 décembre 2015, par la fusion de cinq communes, sous le régime juridique des communes nouvelles instauré par la loi no 2010-1563 du 16 décembre 2010 de réforme des collectivités territoriales. Les communes de La Chapelle-Yvon, Saint-Cyr-du-Ronceray, Saint-Julien-de-Mailloc, Saint-Pierre-de-Mailloc et Tordouet deviennent des communes déléguées et Saint-Cyr-du-Ronceray est le chef-lieu de la commune nouvelle.
| Nom                           | Code Insee | Intercommunalité         | Superficie (km2) | Population (dernière pop. légale) | Densité (hab./km2) |
| ----------------------------- | ---------- | ------------------------ | ---------------- | --------------------------------- | ------------------ |
| Saint-Cyr-du-Ronceray (siège) | 14570      | CC du Pays de l'Orbiquet | 4,03             | 721 (2021)                        | 179                |
| La Chapelle-Yvon              | 14154      | CC du Pays de l'Orbiquet | 7,01             | 559 (2021)                        | 80                 |
| Saint-Julien-de-Mailloc       | 14599      | CC du Pays de l'Orbiquet | 6,18             | 452 (2021)                        | 73                 |
| Saint-Pierre-de-Mailloc       | 14647      | CC du Pays de l'Orbiquet | 4,68             | 493 (2021)                        | 105                |
| Tordouet                      | 14693      | CC du Pays de l'Orbiquet | 6,76             | 266 (2021)                        | 39                 |

## Politique et administration
| Période      | Période  | Identité                 | Étiquette | Qualité                                                                      |
| ------------ | -------- | ------------------------ | --------- | ---------------------------------------------------------------------------- |
| janvier 2016 | mai 2020 | Christelle Bacq-de-Paepe |           | Responsable marketing                                                        |
| mai 2020     | En cours | Françoise Fromage        | SE        | Secrétaire de direction retraitée, maire déléguée de Saint-Julien-de-Mailloc |

## Démographie
L'évolution du nombre d'habitants est connue à travers les recensements de la population effectués dans la commune depuis sa création.
En 2022, la commune comptait 2 465 habitants, en évolution de −1,68 % par rapport à 2016 (Calvados : +1,58 %, France hors Mayotte : +2,11 %).
| 2014  | 2015  | 2016  | 2017  | 2022  |
| ----- | ----- | ----- | ----- | ----- |
| 2 506 | 2 507 | 2 507 | 2 508 | 2 465 |

## Lieux et monuments
- Église Saint-Michel de Tordouet.
- Croix du cimetière de Saint-Pierre-de-Mailloc.